# BEST SELECTION "blanc"
『BEST SELECTION "blanc" 』（ベスト・セレクション ブラン）は、Aimerのベストアルバム。2017年5月3日にSME Recordsから発売された。

## 概要
Aimerとしては、初のベストアルバム。同時発売されたロックチューン中心の『BEST SELECTION "noir"』とは異なり、バラード曲中心の選曲となっている。
通常盤（CD）、初回生産限定盤A（CD+BD）とB（CD+DVD）の3形態で発売された。

## 収録曲

### CD
1. 六等星の夜 (5:35)
デビューシングル1曲目。
2. 蝶々結び (5:04)
11thシングル表題曲。
3. あなたに出会わなければ〜夏雪冬花〜 (6:01)
4thシングル1曲目。
4. ポラリス (6:04)
1stミニアルバム「After Dark」の2曲目。
5. Re:pray (5:05)
2ndシングル1曲目。
6. 星屑ビーナス (4:10)
4thシングル2曲目。
7. broKen NIGHT (4:55)
7thシングル1曲目。
8. カタオモイ (3:27)
4thアルバム「daydream」の7曲目。
9. 君を待つ (4:24)
3rdアルバム「DAWN」の3曲目。初出は配信限定シングル。
10. 茜さす (5:29)
12thシングル1曲目。
アルバム初収録
11. 雪の降る街 (4:04)
3rdシングル1曲目。
12. everlasting snow (5:35)
12thシングル2曲目。
アルバム初収録
13. March of Time (4:55)
作詞: aimerrhythm・作曲: 中野領太
初収録の新曲。
14. 歌鳥風月 (5:43)
作詞: aimerrhythm・作曲: 飛内将大
初収録の新曲。

### DVD・BD (初回生産限定盤のみ)
1. 蝶々結び (MV)
2. Re:pray (MV)
3. あなたに出会わなければ〜夏雪春花〜 (MV)
4. ポラリス (MV)
5. 君を待つ (MV)
6. カタオモイ (MV)
7. broKen night (MV)
8. 茜さす (MV)
9. 雪の降る街 (MV)
10. everlasting snow (MV)
11. 六等星の夜 (MV)
12. 寂しくて眠れない夜は (LIVE)
13. 夏草に君を想う (LIVE)